# DSA-171
La DSA-171 es una carretera perteneciente a la Red Secundaria de la Diputación Provincial de Salamanca que une la  SA-102  con la localidad de Navamorales.

## Origen y Destino
La carretera  DSA-171  tiene su origen en Navamorales en la intersección con la carretera  SA-102 , y termina en el casco urbano de esta misma localidad, formando parte de la Red de carreteras de Salamanca.